# Jiřetín pod Jedlovou
Jiřetín pod Jedlovou là một làng thuộc huyện Děčín, vùng Ústecký, Cộng hòa Séc.